# DQ Водолея
DQ Водолея (лат. DQ Aquarii) — одиночная переменная звезда в созвездии Водолея на расстоянии приблизительно 5040 световых лет (около 1545 парсеков) от Солнца. Видимая звёздная величина звезды — от +15,8m до +14,5m.

## Характеристики
DQ Водолея — жёлтая переменная звезда (S:) спектрального класса G. Эффективная температура — около 5660 К.